# MTV Video Music Brasil de escolha da audiência
Escolha da Audiência foi uma categoria da premiação MTV Video Music Brasil, onde uma votação da audiência decidia qual era o melhor videoclipe daquele ano. Os videoclipes indicados eram selecionados a partir dos clipes mais pedidos pela audiência durante o ano no programa Disk MTV. Era considerada a categoria principal da premiação. A categoria deixou de ser exibida em 2007, quando a cerimônia sofreu mudanças para parecer-se com "um grande prêmio musical", segundo Zico Góes, diretor de programação do canal.

## Vencedores
| Ano  | Artista                 | Canção                                         | Indicados | Ref. |
| ---- | ----------------------- | ---------------------------------------------- | --- | ---- |
| 1995 | Os Paralamas do Sucesso | "Uma Brasileira"                               | - Barão Vermelho – "Daqui Por Diante" - Marisa Monte – "Segue o Seco" - Nando Reis – "Me Diga" - Skank – "Te Ver" - Viper – "Coma Rage" |      |
| 1996 | Skank                   | "Garota Nacional"                              | - Baba Cósmica — "Sábado de Sol" - Barão Vermelho — "Vem Quente Que Eu Estou Fervendo" - Chico Science & Nação Zumbi — "Manguetown" - Engenheiros do Hawaii — "A Promessa" - Fernanda Abreu — "Veneno da Lata" - Os Paralamas do Sucesso — "Lourinha Bombril" - Pato Fu — "Qualquer Bobagem" - Raimundos — "Eu Quero Ver o Oco" - Renato Russo — "Strani Amori" - Sepultura — "Roots Bloody Roots" - Titãs — "Eu Não Aguento" |      |
| 1997 | Skank                   | "É uma Partida de Futebol"                     | - Angra — "Make Believe" - Baba Cósmica — "Uma Pedra no Meu Caminho" - Barão Vermelho — "Amor Meu Grande Amor" - Camisa de Vênus — "O Ponteiro Tá Subindo" - Carlinhos Brown — "A Namorada" - Cidade Negra — "Firmamento" - Fernanda Abreu — "Kátia Flávia, a Godiva do Irajá" - Kid Abelha — "Te Amo Pra Sempre" - Lagoa — "Revista de Mulher Pelada" - Lulu Santos — "Aviso aos Navegantes" - Maria do Relento — "Conhece o Mário?" - Nenhum de Nós — "Vou Deixar Que Você Se Vá" - Os Ostras — "Uma, Duas ou Três (Punheta)" - Os Paralamas do Sucesso — "La Bella Luna" - Pato Fu — "Água" - Planet Hemp — "Deisdasseis/Dig Dig Dig (Hempa)" - Raimundos — "Puteiro em João Pessoa II" - Sepultura — "Ratamahatta" - Virgulóides — "Bagulho no Bumba" |      |
| 1998 | Racionais MC's          | "Diário de um Detento"                         | - Barão Vermelho — "Puro Êxtase" - Biquini Cavadão — "Janaína" - Charlie Brown Jr. — "Proibida pra Mim (Grazon)" - Cidade Negra — "Realidade Virtual" - Claudinho & Buchecha — "Quero Te Encontrar" - Daúde — "Pata Pata" - Engenheiros do Hawaii — "A Montanha" - Fernanda Abreu — "Jack Soul Brasileiro" - Gabriel, o Pensador — "Cachimbo da Paz" - Ira! — "Eu Não Sei (I Can't Explain)" - Jota Quest — "Onibusfobia" - Lulu Santos — "Hyperconectividade" - Maskavo — "Djorous" - O Rappa — "Vapor Barato" - Os Paralamas do Sucesso — "Ela Disse Adeus" - Pato Fu — "Antes Que Seja Tarde" - Planet Hemp — "Adoled" - Raimundos — "Andar na Pedra" - Soulfly — "Bleed"                                                                              |      |
| 1999 | Raimundos               | "Mulher de Fases"                              | - Banda Eva — "De Ladinho" - Barão Vermelho — "Por Você" - Caetano Veloso — "Sozinho" - Capital Inicial — "O Mundo" - Charlie Brown Jr. — "Zóio de Lula" - Cidade Negra — "Já Foi" - Claudinho & Buchecha — "Só Love" - Engenheiros do Hawaii — "Eu Que Não Amo Você" - Jota Quest — "Sempre Assim" - Kid Abelha — "Eu Só Penso em Você" - Leonardo — "120... 150... 200 KM por Hora" - Nativus — "Liberdade pra Dentro da Cabeça" - Os Paralamas do Sucesso — "Depois da Queda o Coice" - Pato Fu — "Canção pra Você Viver Mais" - Pepê & Neném — "Mania de Você" - Sandy & Junior — "No Fundo do Coração" - Só pra Contrariar — "Sai da Minha Aba" - Skank — "Mandrake e os Cubanos" - Vinny — "Shake Boom"                                             |      |
| 2000 | O Rappa                 | "Minha Alma (A Paz Que Eu Não Quero)"          | - Capital Inicial — "Eu Vou Estar" - Charlie Brown Jr. — "Confisco" - Daniela Mercury — "Ilê Pérola Negra" - Engenheiros do Hawaii — "Negro Amor" - Gabriel, o Pensador e Lulu Santos — "Astronauta" - Los Hermanos — "Anna Júlia" - Los Hermanos — "Primavera" - Maurício Manieri — "Bem Querer" - Natiruts — "O Carcará e a Rosa" - Pato Fu — "Depois" - Penélope — "Holiday" - Raimundos — "A Mais Pedida" - Raimundos — "Me Lambe" - Raimundos — "Pompem" - O Rappa — "Me Deixa" - Rumbora — "Skaô" - Sandy & Junior — "Imortal" - Titãs — "Aluga-se" - Titãs — "Pelados em Santos" |      |
| 2001 | Charlie Brown Jr.       | "Rubão, o Dono do Mundo"                       | - Adriana Calcanhotto — "Devolva-me" - Ana Carolina — "Quem de Nós Dois" - Catedral — "Eu Amo Mais Você" - Cogumelo Plutão — "Esperando na Janela" - Falamansa — "Rindo à Toa/Xote dos Milagres" - Jay Vaquer — "A Miragem" - Jota Quest — "O Que Eu Também Não Entendo" - KLB — "Ela Não Está Aqui" - Mary's Band — "Happy Birthday" - Maurício Manieri — "Primavera" - Os Paralamas do Sucesso — "Aonde Quer Que Eu Vá" - Patrícia Coelho — "O Meu Sangue Ferve por Você" - O Rappa — "O Que Sobrou do Céu" - Rumbora — "O Mapa da Mina" - Sandy & Júnior — "A Lenda" - Skank — "Balada do Amor Inabalável" - Tihuana — "Que Vês?" - Twister – "40 Graus" - Wanessa Camargo - "O Amor Não Deixa"                                                        |      |
| 2002 | Titãs                   | "Epitáfio"                                     | - Arnaldo Antunes — "Essa Mulher" - Capital Inicial — "À Sua Maneira" - Charlie Brown Jr. — "Hoje Eu Acordei Feliz" - Cidade Negra — "Girassol" - CPM 22 — "Tarde de Outubro" - Engenheiros do Hawaii — "3ª do Plural" - Kelly Key — "Baba" - KLB — "Olhar 43" - Raimundos — "Sanidade" - O Rappa — "Instinto Coletivo" - Rodox — "Olhos Abertos" - Sandy & Júnior — "O Amor Faz" - Skank — "Tanto" - Supla — "Garota de Berlim" - O Surto — "O Veneno" - Xis — "Chapa o Côco" |      |
| 2003 | Charlie Brown Jr.       | "Papo Reto (Prazer é Sexo, o Resto é Negócio)" | - B5 — "Matemática" - Capital Inicial — "Quatro Vezes Você" - CPM 22 — "Desconfio" - Detonautas — "Quando o Sol Se For" - Engenheiros do Hawaii — "Até o Fim" - Frejat — "Eu Preciso Te Tirar do Sério" - Jota Quest — "Só Hoje" - Kelly Key — "Adoleta" - Kid Abelha — "Nada Sei" - KLB — "Por Causa de Você" - Marcelo D2 — "Qual É" - Os Paralamas do Sucesso — "Cuide Bem do Seu Amor" - Pitty — "Máscara" - Rouge — "Brilha La Luna" - Sepultura — "Bullet the Blue Sky" - Skank — "Dois Rios" - Tihuana — "Bote Fé" - Titãs — "Isso" - Tribalistas — "Já Sei Namorar" - Wanessa Camargo — "Sem Querer" |      |
| 2004 | Pitty                   | "Admirável Chip Novo"                          | - Br'oz — "Prometida" - Capital Inicial — "Sem Cansar" - Catedral — "Quem Disse Que o Amor Pode Acabar" - Charlie Brown Jr. — "Vícios e Virtudes" - CPM 22 — "Ontem" - Detonautas — "Olhos Certos" - Felipe Dylon — "Musa do Verão" - Frejat — "Túnel do Tempo" - Ira! — "O Girassol" - Jay Vaquer — "Pode Agradecer" - Jota Quest — "Mais Uma Vez" - Ludov — "Princesa" - Marcelo D2 — "Loadeando" - Planta & Raiz — "A Dois Passos do Paraíso" - O Rappa — "Reza Vela" - Rouge — "Blá Blá Blá" - Sandy & Junior — "Desperdiçou" - Skank — "Vou Deixar" - Titãs — "Provas de Amor" |      |
| 2005 | CPM 22                  | "Um Minuto para o Fim do Mundo"                | - B5 — "Só Mais uma Vez" - Capital Inicial — "Respirar Você" - Catedral — "A Poesia e Eu" - Charlie Brown Jr. — "Champanhe e Água Benta" - Cidade Negra — "Perto de Deus" - Dead Fish — "Queda Livre" - Detonautas — "Tênis Roque" - Ira! e Pitty — "Eu Quero sempre Mais" - Jota Quest — "Além do Horizonte" - KLB — "Carolina" - Ludov — "Kriptonita" - Marcelo D2 — "1967" - O Rappa — "Mar de Gente" - Pitty — "Semana que Vem" - Sandy & Junior — "Nada Vai Me Sufocar" - Tihuana — "Renata" - Titãs — "Vou Duvidar" - Wanessa Camargo — "Metade de Mim" |      |
| 2006 | Pitty                   | "Memórias"                                     | - B5 — "Algum Lugar" - Barão Vermelho — "Codinome Beija-Flor" - Cachorro Grande — "Sinceramente" - Charlie Brown Jr. — "Ela Vai Voltar" - CPM 22 — "Apostas & Certezas" - Dead Fish — "Obrigação" - Detonautas — "Não Reclame Mais" - Felipe Dylon — "Em Outra Direção" - Forfun — "História de Verão" - Fresno — "Quebre as Correntes" - Hateen — "1997" - Jay Vaquer — "A Falta que a Falta Faz" - Jota Quest — "O Sol" - KLB (com Pregador Luo) — "Obsessão" - Marcelo D2 (com Mr. Catra) — "Gueto" - Massacration — "Metal Is The Law" - NX Zero — "Apenas um Olhar" - O Rappa — "De Frente Pro Reto" |      |